# Сумаоро, Яя
Яя Альфа Сумаоро (фр. Yaya Alfa Soumahoro); 28 сентября 1989, Абиджан, Кот-д’Ивуар) — ивуарийский футболист, атакующий полузащитник.

## Клубная карьера
Сумаоро начал карьеру на родине в клубе «Севе Спорт». В 2008 году он перешёл в тайский «Муангтонг Юнайтед», где за два сезона забил более 30 голов и помог команде выиграть тайскую Премьер лигу. В 2010 году Яя перешёл в бельгийский «Гент». 14 августа в матче против «Эйпена» он дебютировал в Жюпиле лиге. 22 августа в поединке против «Шарлеруа» Сумаоро забил свой первый гол за «Гент». Уже через четыре дня Яя отличился в матче квалификации Лиги Европы против нидерландского «Фейеноорда». В 2015 году Сумаоро помог команде впервые в истории выиграть чемпионат и завоевать Суперкубок Бельгии.

## Достижения
Командные
 «Муангтонг Юнайтед»
- Чемпионат Таиланда по футболу — 2009

 «Гент»
- Чемпионат Бельгии по футболу — 2014/2015
- Обладатель Суперкубка Бельгии — 2015